# Powstanie chłopskie w Górnej Austrii (1596–1597)
II powstanie chłopskie w Górnej Austrii – rebelia antyfeudalna mająca miejsce w latach 1596-1597 na terenie imperium Habsburgów. 
Powodem wybuchu powstania stały się wysokie obciążenia miejscowej ludności. Inną przyczyną były względy religijne i bieda chłopów spowodowana polityką miejscowych feudałów i kleru. Od roku 1570 niezadowolenie chłopów wyraźnie narastało a w roku 1595 spowodowało wybuch buntu na ziemiach położonych pomiędzy miastami Enns oraz Ybbs. Miejscowi chłopi wysłali swoją delegację do cesarza Rudolfa II w Pradze, żaląc się na swój los. Niewiele jednak uzyskano, cesarz bowiem zajęty był bardziej najazdem tureckim na Siedmiogród. Dodatkowo wydał nakaz mobilizacji dla miejscowej ludności, która miała bronić wschodniej granicy państwa przed Turkami. Propozycja cesarza stała się pretekstem do wybuchu rebelii dnia 7 października 1596 r. Oburzeni chłopi skierowali się przeciwko hrabiemu Ludwikowi von Starhemberg, który nakazał uwięzić dwóch przywódców powstania. Obaj bez procesu straceni zostali dnia 13 listopada. Krótko potem chłopi zgromadzili znaczne siły w okolicy Erlautal a dnia 1 grudnia 1596 r. rozpoczęli oblężenie miasta Steyr, które na skutek słabego uzbrojenia zakończyło się niepowodzeniem. W grudniu po nieudanym oblężeniu miejscowości Rapottenstein, chłopi zadowolili się splądrowaniem zamku w Meierhof. W międzyczasie toczono rozmowy z wysłannikami cesarskimi, mające na celu zakończenie buntu. Po zajęciu zamku w Pöggstall, chłopi założyli obóz w Emmersdorfie. 
Tymczasem rozmowy wysłanników cesarza z powstańcami w styczniu 1597 r. nadal nie przynosiły rezultatów. Sam cesarz starał się z pomocą arcyksięcia Macieja Habsburga rozwiązać problem, nie był jednak w stanie ani wystawić znaczniejszych sił przeciwko powstańcom ani też spełnić ich żądań. Na początku roku 1597 Maciej zgromadził w końcu 3000 landsknechtów oraz 700 węgierskich jeźdźców. Siły te z początkiem lutego 1597 r. podeszły pod Stockerau. Ta demonstracja siły podobnie jak i wieści o drakońskich karach dla złapanych uczestników powstania wyraźnie odstraszyły część chłopów. Pod koniec stycznia 1597 r. uaktywniła się wyraźnie grupa pod wodzą Georga Prunnera, która zajęła 25 stycznia zamek Persenbeug a dwa dni później miejscowość Spitz. Inny oddział pod wodzą Hansa Markgrabera zajął dnia 2 lutego zamek w St. Peter in der Au. W ręce powstańców dostał się m.in. hrabia von Starhemberg.
W lutym grupa Markgrabera splądrowała kilka zamków w okolicy Ybbs, po czym przystąpiła do oblężenia samego miasta. Rada miasta w dniu 8 lutego zdecydowała się na kompromis z chłopami, nie zgadzając się jednak na stacjonowanie w nim sił chłopskich. Ugoda pomimo to nie spodobała się arcyksięciu Maciejowi, który miał później nałożyć na miasto kary. 12 i 13 lutego powstańcy uderzyli na Melk. Maciej z uwagi na znajdujących się w rękach powstańców jeńców (m.in. Strahemberga) nie decydował się na większe akcje zaczepne. Prowadził za to kolejne rozmowy z przedstawicielami powstańców na południe od Dunaju. Dnia 22 lutego doszło do porozumienia, które zaakceptował przywódca powstańców Georg Prunner i wycofał swoje oddziały z tego rejonu. 
Dnia 25 lutego na rozkaz arcyksięcia landsknechci przekroczyli Dunaj, maszerując na Langenlois. W odpowiedzi na to chłopi zmobilizowali nowy oddział, który miał zaskoczyć marsz wojsk rządowych. Dnia 27 lutego 1597 r. część sił chłopskich pokonała niewielki oddział jazdy w okolicy Strass, została jednak rozbita jeszcze tego samego dnia przez nadciągające posiłki przeciwnika. Zginęło około 200 chłopów, Strass oraz okoliczne wioski całkowicie spalono, a wielu mieszkańców zabito. Resztki wojsk powstańczych pod wodzą Angerera i Schrembsera zebrały się w Gfoehl, kierując się w marcu na Krems. Po drodze jednak zostali odparci przez jazdę Wenzela Morakhsy'ego i zmuszeni do powrotu do swoich wiosek. Po tym zwycięstwie Morakshy pomaszerował ze swoimi landsknechtami do Horn, gdzie dnia 10 marca 1597 podporządkowało mu się około 40 okolicznych miejscowości. W tym dniu doszło też do pierwszych procesów.
Tymczasem powstańcy Markgrabera nie zaprzestali walk, atakując w marcu Markt Scheibbs, które otworzyło przed nimi bramy. Splądrowali też kilka klasztorów i zamków w okolicy Lilienfeld i Gaming. Wskutek aktywności powstańców, arcyksiążę Maciej nakazał zerwać rozmowy z powstańcami. Morakhsy'emu udało się wyprzeć przeciwnika z Pöggstall (1 kwietnia). Dnia 5 kwietnia chłopi wzmocnili swoje siły, po czym oblegli St. Poelten, które zdobyto dzięki zastosowaniu broni palnej. Dzień później jazda Morakhsy'ego ponownie zaskoczyła chłopów, którzy zbiegli do Wilhelmsburga. Mieszczanie aresztowali jednak przywódców oddziałów, których odesłano do Morakhsy'ego.
Koniec rebelii nastąpił dnia 8 kwietnia 1597 r. Siły rządowe rozpoczęły akcję, mającą na celu wyłapanie uczestników powstania. Przywódców chłopskich w liczbie ponad 100 stracono. Rebelia nie poprawiła sytuacji chłopów, przeciwnie obciążenia stały się bardziej dotkliwe, co miało odbić się na wsi przede wszystkim w toku wojny trzydziestoletniej. 